# Stephanuskirche (Eggenburg)

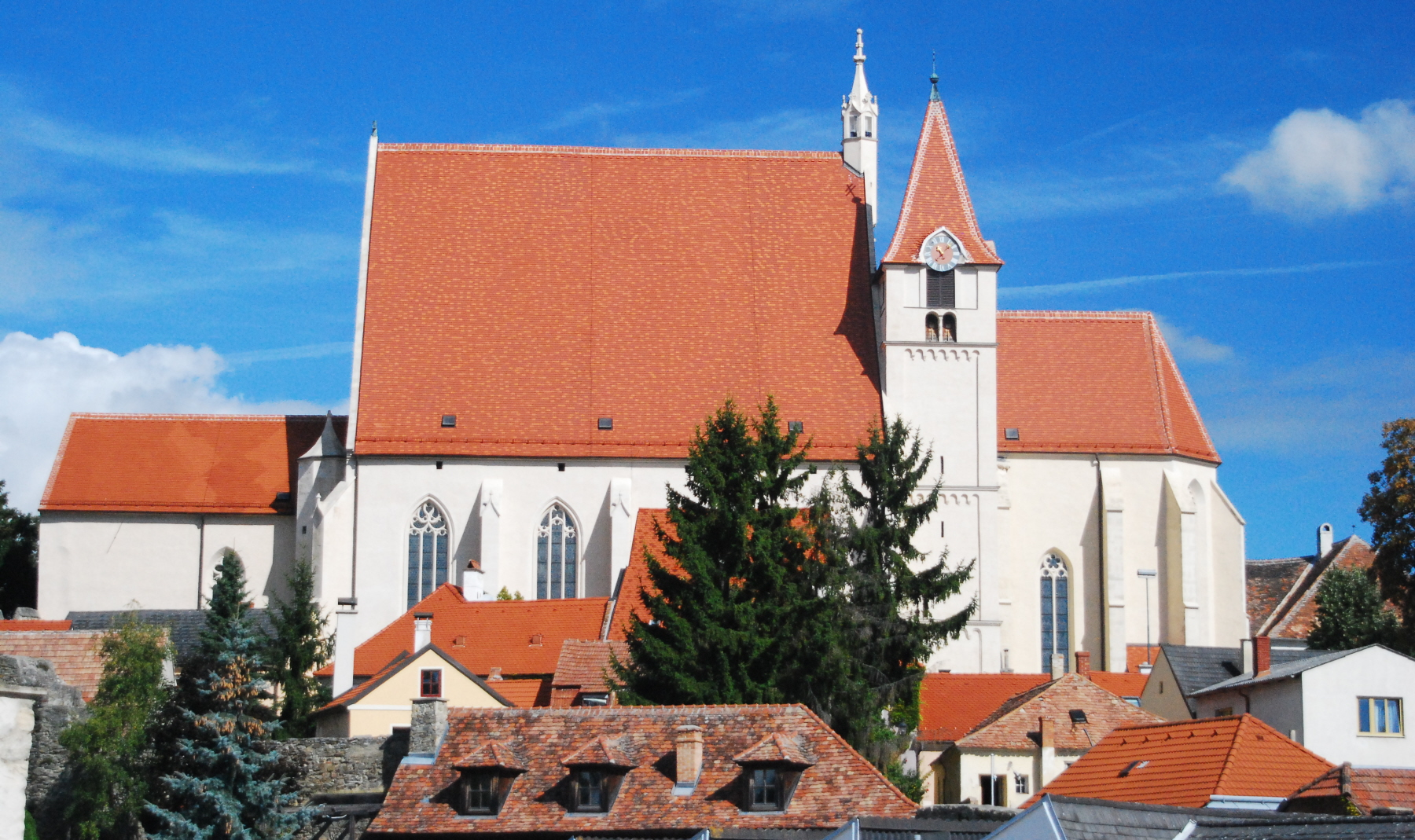
Eggenburger Pfarrkirche

Die Pfarrkirche hl. Stephanus ist eine römisch-katholische Kirche in der Stadt Eggenburg in Niederösterreich. Die Kirche ist ein weithin sichtbarer und die Stadt überragender Bau mit einem Langhaus mit hohem Satteldach und einem von zwei Türmen flankierten Chor. Nördlich ist sie mit einem gedeckten Gang mit dem ehemaligen Pfarrhof verbunden.

## Geschichte
Die Kirche stand anfangs westlich außerhalb der Stadtmauern. Der Karner hl. Michael wurde 1792 abgetragen. Anfangs Teil der Pfarre Gars am Kamp, wurde die Kirche 1135 zur Pfarrkirche erhoben. Von 1266 bis 1564 wurde eine Doppelpfarre mit Gars gebildet. Die gut dotierte vom Landesfürsten vergebene Kanzlerpfarre war von 1274 bis 1304 unter Pfarrer und Magister Heinrich, von 1323 bis 1349 unter Otto Graf von Maidburg-Hardegg, von 1403 bis 1435 unter Andreas Plank, von 1500 bis 1505 unter Lang von Wellenburg und 1705 bis 1730 unter Konrad Ferdinand von Albrechtsburg. 
Vom romanischen Kirchenbau sind die Osttürme aus dem 12. Jahrhundert erhalten. Der hochgotische Langchor entstand um 1340. Die Außenmauern des spätgotischen Langhauses wurden von 1482 bis 1485 errichtet. 1486 entstand ein Baustillstand durch die Eroberung der Stadt durch Matthias Corvinus. Die Einwölbung und Weiterführung des Langhauses begann mit 1500. Die Weihe der Kirche war 1537. Im 18. Jahrhundert wurde die Kirche teilweise barockisiert. Ende des 19. Jahrhunderts erhielt sie Kirche eine neugotische Einrichtung.

## Äußerer Kirchenbau

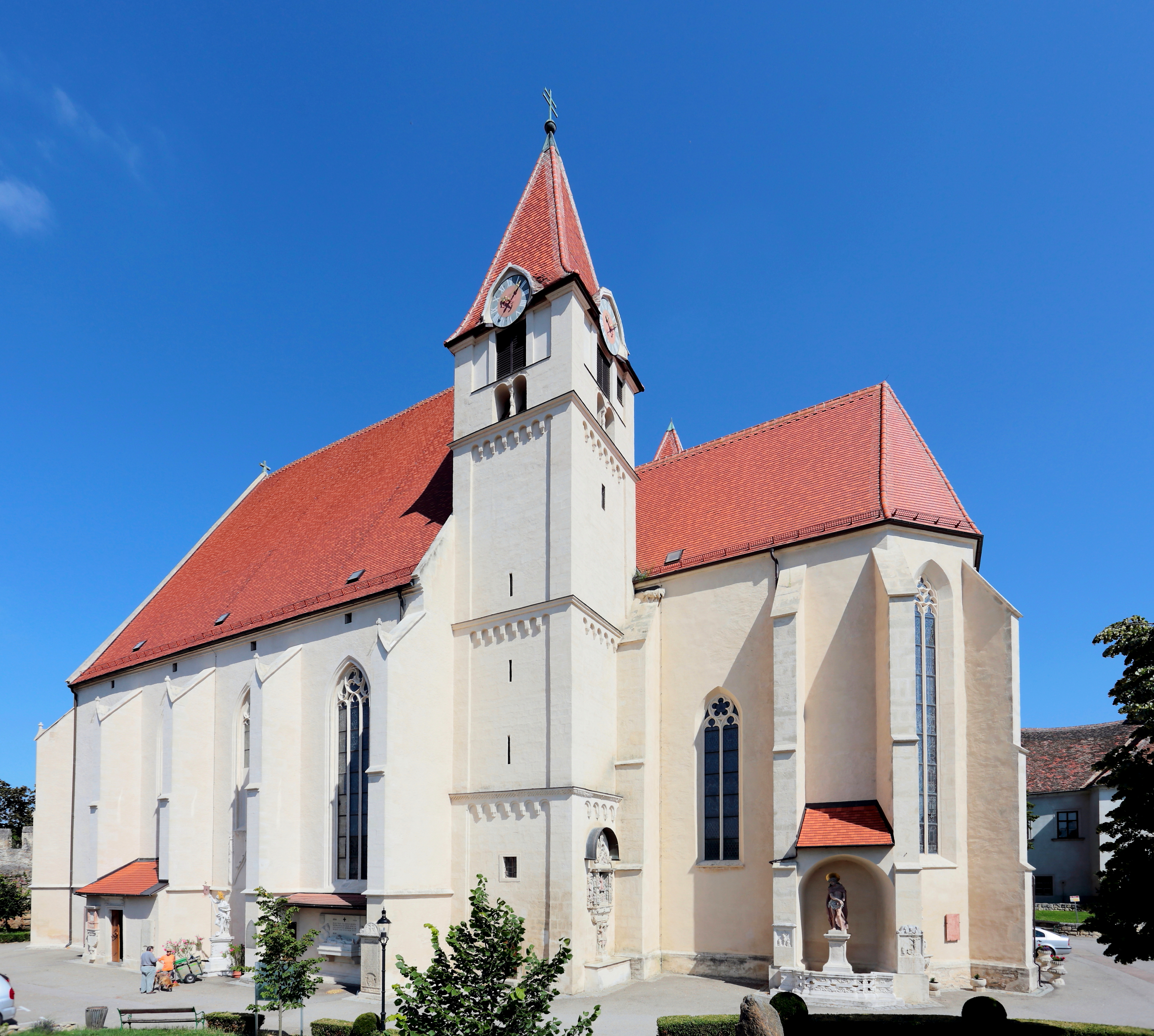
Südostansicht der Pfarrkirche

Das breitrechteckige dreischiffige vierjochige Langhaus hat hohe gestufte Strebepfeiler mit Kielbogengiebeln und Fialenaufsätzen, einen Sockel und Kaffgesims und schlanke spitzbogige Maßwerkfenster. Im Osten des Langhauses bei Übergang zum Chor gibt es einen sechseckigen Giebelreiter aus 1520, auf Konsolen, mit rechteckigen übergiebelten Öffnungen, Fialenaufsätzen und Kreuzblumen. Südlich ist ein abgemauertes spätgotisches Portal mit Maßwerkdekor, nördlich auch eine abgemauertes spätgotisches Portal mit einem verstäbten Schulterbogen. Südlich wurde 1712 ein Portalvorbau mit Pultdach und Kreuzgratgewölbe und Rechteckportal angebaut. Die glatte westliche Giebelfront hat Schartenfenster, ein Kaffgesims und ein steinernes Giebelkreuz und ein verstäbtes Schulterbogenportal mit reich profiliertem Spitzbogengewände. An die Westfassade schließt eine an zwei Seiten offene Durchfahrtshalle mit abgefastem Spitzbogengewände an, dann ein ehemaliger Ratssitzungssaal und daran westlich die Loretokapelle, mit Kreuzrippengewölbe im Erdgeschoß. Ein Sgraffiti aus 1979 von Ernst Degasperi beim Tor des Friedens im offenen Eingangsbereich mit dem Titel Stärker als der Tod erinnert an die Vernichtung der Juden im Zweiten Weltkrieg mit Zyklon B. Im Obergeschoß ist ein hoher Saal mit offenem Dachstuhl, die mehrbahnigen Maßwerkfenster sind vermauert und einem verstäbten Spitzbogengewände als Zugang zur Empore des Langhauses. Gleichfalls zur Empore führt ein polygonales Treppentürmchen mit spätgotischem Türgewände mit einer eingebauten Spindeltreppe und einem Gewändeportal.
Der hochgotische zweijochige Chor mit Fünfachtelschluss, mit zwei- und dreibahnigen Maßwerkfenstern, mit Strebepfeilern im Polygon, hat im Verhältnis zum Langhaus eine leicht höhere Trauflinie und ein niedrigeres Dach. Über dem östlichen Fensterscheitel ist ein romanisches Relief mit der Darstellung von Adam und Eva.
Zwei romanische Türme flankieren den Chor in den Chorecken zum Langhaus, wobei die Turmfront zum Langhaus eingezogen bzw. schmäler ist. Die Türme haben hohe Pyramidendächer, der Südliche hat drei Geschoße, der Nördliche vier Geschoße. Sie haben ein regelmäßiges Quadermauerwerk mit Ecklisenen und profilierten Gesimsen mit Blendbogenfriesen. Es gibt teils Kopfkonsolen, Schachbrettfriese und Schlitzfenster. In den Obergeschoßen sind übereinander romanische Biforenfenster, teils vermauert, am Südturm im 16. Jahrhundert mit ornamentierten Laibungen und Baluster statt Mittelsäule verändert. Am Südturm ist östlich ein romanischer Steinlöwe als Wasserspeier.
Die gotische Sakristei, zweigeschoßig mit Oratorium aus dem 14. Jahrhundert, schließt nördlich an den Chor und hat ein viereckiges Treppentürmchen mit Schlitzfenstern.
Nördlich besteht ein gedeckter Verbindungsgang zum alten Pfarrhof mit drei gemauerten Schwibbögen. Beim Verbindungsgang ist ein eingesetztes romanischen Rundbogenfenster mit Diamantschliffverzierung aus dem 12./13. Jahrhundert, aus der ehemaligen Johanneskapelle in der Rathausstraße Nr. 5 hierher übertragen. In der Dachhöhe gibt es eingesetzte romanische Konsolsteine und einen eingemauerten Flechtwerkstein, vermutlich aus dem 9. Jahrhundert. Der Verbindungsgang war ehemals auch mit dem Karner verbunden.

## Innerer Kirchenbau

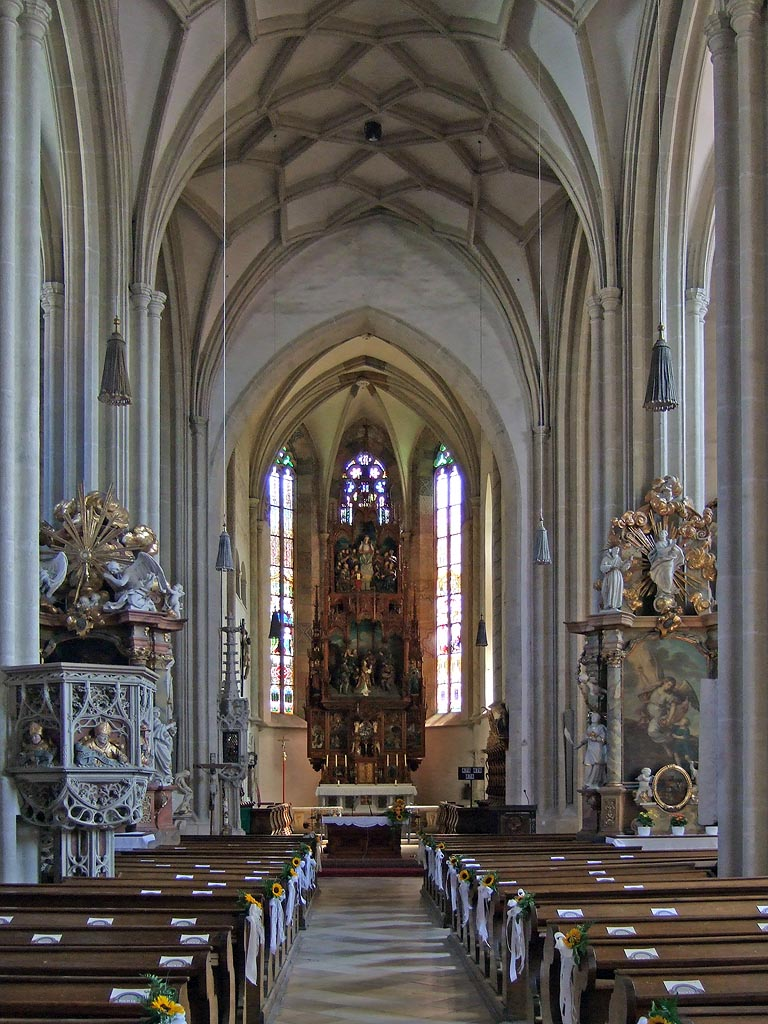
Blick vom Langhaus zum Hochaltar

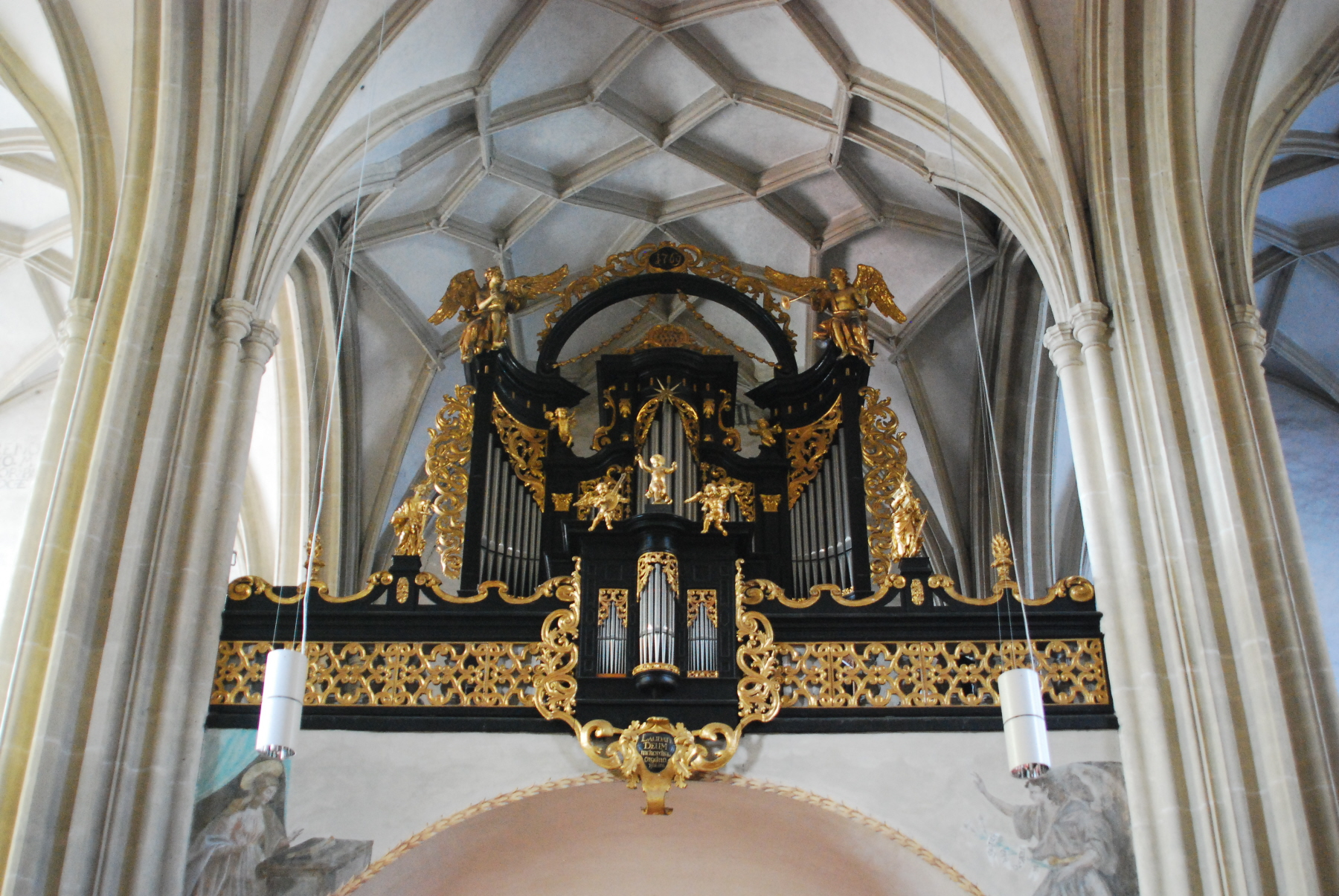
Ansicht der Empore mit der Kirchenorgel

Das vierjochige Langhaus als dreischiffiger Hallenraum hat einen eindrucksvollen und einheitlichen Charakter unter dem Einfluss der Wiener Bauhütte. Sechs Bündelpfeiler mit Netzrippengewölben teilen das Langhaus in drei annähernd gleich breite Schiffe. Das Netzrippengewölbe im Mittelschiff hat eine wabenförmige Konfiguration. Die etwas tiefer liegenden Netzrippengewölbe der Seitenschiffe haben sternförmige Konfiguration und eine stärker Betonung der Jocheinteilung. Die Rippen im Gewölbe und an den Seitenschiffwänden ruhen auf gebündelten Runddiensten mit Kapitellen. Die Arkaden- und Scheidbögen sind von durchlaufenden Birnstäben gerahmt. Am Scheitel der Westwand ist die Inschrift 1561.
Im südlichen Seitenschiff ist ein Emporenaufgang mit einem verstäbten Schulterbogenportal aus dem Ende des 15. Jahrhunderts. Die Westempore mit Kreuzgratgewölbe auf angestellten Pfeilern im ersten Mittelschiffjoch wurde 1688 eingebaut und mit einer Steinbalustrade versehen. Ein hölzernes Gitterwerk wurde 1730 beigefügt.
Um die Seitenportale wurde 1712 ein Stuckmarmorgewände mit übereckgestellten Pilastern, darüber Lünette und profilierter Giebel mit Tressenmalerei errichtet und Mitte des 18. Jahrhunderts mit Putten und Engelstatuen und den Hll. Petrus und Paulus und mit barocken Türbeschlägen versehen.
Der einschiffige Chor mit zwei quadratischen Jochen hat einen Fünfachtelschluss. Das Kreuzrippengewölbe um 1340 hat Birnstabrippen auf Runddiensten mit Kelchkapitellen über einem Kaffgesims mit Laubwerkkonsolen. Ein Rosettenschlussstein zeigt als Relief das Lamm Gottes. Das gekehlte Sakristeiportal mit Rundstabbegleitung und Eisenplattentüre entstand um 1500. Nördlich ist ein spätgotisches kielbogiges Sakramentenhäuschen mit verstäbtem Gewände mit einem schmiedeeisernen Rosettengitter aus dem 3. Viertel des 15. Jahrhunderts, gegenüber ist eine spitzbogige Sessionsnische, welche als Grabsteinrahmung genutzt wird. In der südlichen Schräge ist eine Lavabonische aus dem 15. Jahrhundert. Um 1710 wurden nördlich im Chor gekuppelte flachbogige Oratoriumsfenster eingebaut.
An der nördlichen Laibung des spitzbogigen Triumphbogens ist ein spätgotisches Lichthäuschen mit der Stifterinschrift 1505 Matthäus Lang.
Die Sakristei mit Kreuzrippengewölbe ist aus dem Ende des 13. Jahrhunderts und wurde im 14./15. Jahrhundert im Westen durch einen höheren Raum mit Tonnengewölbe und einem Treppenaufgang mit Schulterportal erweitert. Die gotischen Oratorien mit Kreuzgratgewölben und Bogenöffnungen in den Chor entstanden 1710.
Die zwei Turmerdgeschoße haben ein romanisches Quadermauerwerk mit ca. 1,5 m Stärke und ein Kreuzgratgewölbe, die oberen Geschoße haben abgemauerte rundbogige und gekuppelte Fenstergewände.
Im Chordachboden ist ein Rechteckportal mit der gemalten Inschrift 1513 und gibt teils sichtbare steinerne Dachrinnen. Der Langhausdachboden ist eine Zimmermannsarbeit aus 1513.
Gotische Wandmalereien wurden bei einer Restaurierung von 1960 bis 1961 freigelegt. Im Chor Maria mit Kind, flankiert von den Heiligen Johannes der Täufer, Katharina, Dorothea und Agnes. An der Ostwand des nördlichen Seitenschiffes ist eine dreiteilige Bild mit Deësisgruppe und Jüngstem Gericht, mit Anbetung der Könige und Stifterfamilie, aus dem 1. Viertel des 16. Jahrhunderts. An der Orgelempore das Bild Verkündigung mit 1677 bezeichnet und gestiftet von Wolf Steinböck.
Die figurale Glasmalerei ist mit 1889 und 1907 bezeichnet. Die Orgel im historischen Gehäuse stammt von Arnulf Klebel.

## Ehemaliger Karner
Der nordöstlich der Kirche stehende Karner hl. Michael, vor 1280 am Stadtsiegel dargestellt, wurde 1792 abgetragen. Von 1974 bis 1976 wurde das Untergeschoß des Rundbaus mit halbrunder Apsis in Quadermauerwerk aus dem 12. Jahrhundert freigelegt und abgedeckt. Von einer 1361 urkundlich genannte Marienbruderschaft sind Reste einer angebauten Bruderschaftsstube mit einem Gang von der Kirche zum alten Pfarrhof erhalten.

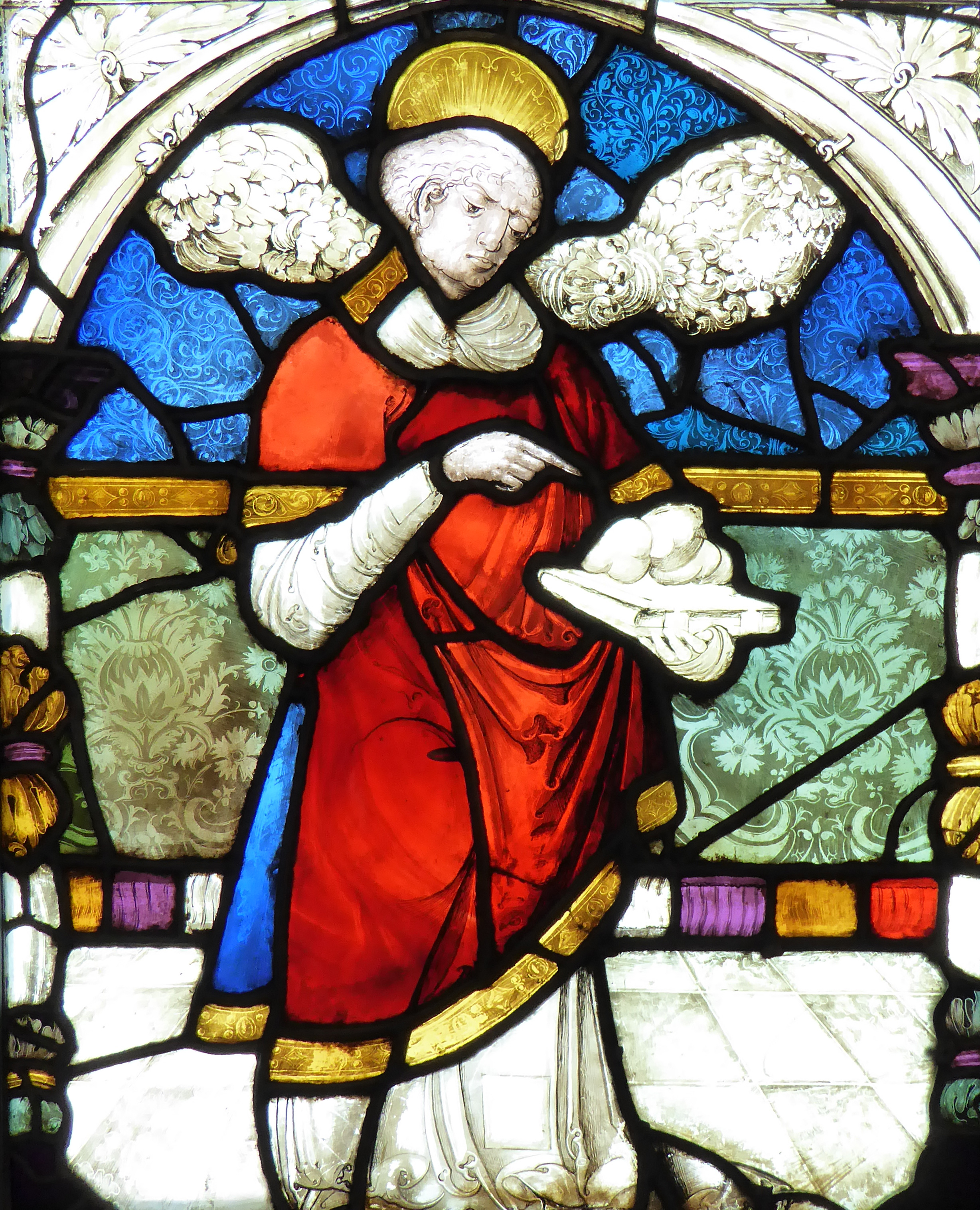
Heiliger Stephanus, eine spätgotische (1520) Glasmalerei aus der Eggenburger Pfarrkirche im Diözesanmuseum St. Pölten

## Rezeption in der Kunst
- 1847: Die Pfarrkirche von Eggenburg. Tonlithografie von Josef Erwin von Lippert[1]